# Ardicino della Porta el Jove
Ardicino della Porta el Jove   (Novara, 1434 - Roma, 4 de febrer de 1493) fou un cardenal italià.

## Biografia
Ardicino della Porta era el renebot del també cardenal Ardicino della Porta. Era Doctor in utroque iure.
Al començament de la seva carrera, va ser vicari general de l'arxidiòcesi de Florència, i en aquesta qualitat va publicar l'interdicte del papa Pau II contra Florència. Més tard va ser legat papal de Frederic III d'Habsburg i Maties Corví, rei d'Hongria, per animar-los a participar en una croada contra l'Imperi Otomà. Posteriorment esdevingué referendari de la Cúria Romana.
El 22 de febrer de 1475 va ser elegit bisbe d'Aleria a Còrsega, càrrec que va ocupar fins a la seva mort. Va continuar servint com a datari apostòlic sota el pontificat de Sixt IV. Va ser governador de Norcia, Terni, Perusa i Città di Castello. El papa Innocenci VIII li va donar l'encàrrec de gestionar les relacions amb els ambaixadors a la Santa Seu.
En el consistori del 9 de març de 1489, el papa Innocenci VIII el va nomenar cardenal. Va rebre el títol cardenalici de Santi Giovanni e Paolo el 23 de març de 1489. El 3 de juny de 1489 va esdevenir administrador apostòlic de la seu metropolitana d'Olomouc, càrrec que va ocupar fins al 8 de febrer de 1492.
El 2 de juny de 1492 va demanar al Papa que li permetés dimitir del cardenal i, amb el permís del papa, es va retirar a un monestir camaldulès, però els altres membres del Col·legi cardenalici s'hi van oposar i es va veure obligat a tornar a Roma.
Va participar en el conclave de 1492 que va escollir el papa Alexandre VI.
Va morir a Roma el 4 de febrer de 1493. Està enterrat a la basílica de Sant Pere de Roma.
En aquesta ciutat posseïa un palau al Borgo Sant'Angelo.